# Alphonse Raybaud
Pour les articles homonymes, voir Raybaud.
Alphonse Raybaud, né le 18 août 1901 à Toulon (Var) et décédé le 28 janvier 1976 à Hyères (Var), était un officier de marine français.